# الصمت (فلم 2019)
الصمت (بالإنجليزية: The Silence) هو فيلم رعب نهاية العالم وما بعدها ألماني-أمريكي من إخراج جون ليونيتي سنة 2019. وبطولة كل من كيرنان شيبكا وستانلي توتشي وميراندا أوتوو جون كوربيت.
قصة الفيلم مقتبسة من رواية بالاسم نفسه للكاتب تيم ليبن.

## القصة
يتحدث الفيلم عن قصة أسرة تكافح من أجل البقاء في عالم مروع ومهدد بجنس بدائي مميت والتي ولدت لعقود من الزمن في الظلام في نظام كهف كبير تحت الأرض، ولا يصطادون إلا بسمعهم الحاد. فيبحثون عن ملاذ آمن في ملجأ بعيد حيث يمكنهم الانتظار حتى ينتهي الغزو.

## روابط خارجية
- الصمت على موقع IMDb (الإنجليزية)
- الصمت على موقع ميتاكريتيك (الإنجليزية)
- الصمت على موقع روتن توميتوز (الإنجليزية)
- الصمت على موقع نتفليكس (الإنجليزية)
- الصمت على موقع ألو سيني (الفرنسية)
- الصمت على موقع فيلمافينيتي (الإسبانية)
- الصمت على موقع قاعدة بيانات الفيلم (الإنجليزية)
- الصمت على موقع ليتربوكسد (الإنجليزية)
- الصمت على موقع كينوبويسك (الروسية)